# 헤테로돈토수쿠스
헤테로돈토수쿠스(학명:Heterodontosuchus ganei Lucas)는 악어목 피토사우루스과에 속하는 악어이다. 지금은 멸종된 악어로 몸길이가 4~7m인 거대한 악어가 된다.

## 특징
헤테로돈토수쿠스는 거대하고 확장된 두개골과 부분의 뼈를 가진 것이 특징이다. 또한 헤테로돈토수쿠스라는 이름은 하악골의 앞니와 뒷니사이의 크기 차이를 가리키며 처음에 설명이 되었을 때는 만능적인 앞부분의 모습에서 설명이 된 종이다. 같은 피토사우루스과에 속하는 악어들 중에서 니로사우루스와 닮은 특징들이 많으며 그것과 연관된 단편적인 성질이 있어 한때는 니로사우루스와 동일한 종으로 취급되기도 하였다. 추후에 니로사우루스와는 앞다리와 뒷다리의 길이를 통해 구분이 되었으며 이빨은 안테로-포스트-포스터리하게 밀착되어 있었다. 니로사우루스와의 차이점은 니로사우루스에 비해 앞다리와 뒷다리의 길이가 짧으며 이빨이 니로사우루스에 비해 더 날카로운 삼각형 모양의 톱니 모양을 가진 것으로 니로사우루스와 구별을 할 수가 있는 차이점이 된다. 먹이로는 당대에 서식하던 물고기, 갑각류로 이뤄진 육식성의 먹이들과 양치식물로 이뤄진 채식성의 먹이까지 모두 섭이하는 잡식성의 악어로 추정되는 종이다.

## 생존시기와 서식지와 화석의 발견
헤테로돈토수쿠스가 생존하던 시기는 중생대의 트라이아스기 후기로 지금으로부터 2억년전~1억 8천만년전에 생존했던 악어이다. 생존했던 시기에는 북아메리카를 중심으로 하는 강과 호수에서 주로 서식했던 악어이다. 화석의 발견은 1898년에 미국의 유타주 남동부에 있는 헨리 산맥에 존재하는 트라이아스기에 형성된 지층에서 미국의 고생물학자들에 의해 처음으로 화석이 발견되어 새롭게 명명된 종이다.

## 같이 보기
- 악어
- 중생대
- 트라이아스기
- 파충류
- 화석